# Canthylidia cramboides
Canthylidia cramboides là một loài bướm đêm trong họ Noctuidae.